# Radio Killer
Radio Killer — музыкальный коллектив из Румынии, созданный в 2009 году. В неё входили семь диджеев. До серьёзного творчества музыканты десять лет играли на дискотеках и ночных клубах Румынии. В 2015 году группа была распущена решением Пола, который решил начать сольную карьеру.
Группа до трека «Lonely Heart» не появлялась на высоких строчках чартов. После выхода песни «Voila» группа за месяц стала самой транслируемой группой в Румынии и одной из самых прослушиваемых в этот период.
Первый контракт был подписан с лейблом «HaHaHa Production». Работая с этой звукозаписывающей компанией был организован первый концерт группы Radio Killer на родине. Изначально в состав группы входили семь человек:
- Paul Damixie
- Smiley
- Boogie Man
- Cell Block
- Karie
- Elefunk
- Crocodealer

Первый сингл от Radio Killer попал в ротацию на всех румынских радиостанциях и других странах Европы. Трек под названием «Voila» вышел в октябре 2009 года. Этот трек стал невероятно популярен не только в Румынии, но по всему миру. В этом же году выпустили ещё одну успешную композицию «Be Free».